# Isla Cabo Blanco
Isla Cabo Blanco är en ö i Costa Rica.   Den ligger i provinsen Puntarenas, i den västra delen av landet, 120 km väster om huvudstaden San José. Arean är 0,25 kvadratkilometer.
Terrängen på Isla Cabo Blanco är mycket platt. Öns högsta punkt är 29 meter över havet. Den sträcker sig 0,7 kilometer i nord-sydlig riktning, och 0,5 kilometer i öst-västlig riktning.